# Sociedad de Beneficencia
Sociedad de Beneficencia de Buenos Aires, även känd som Sociedad de Damas de Beneficencia eller enbart Sociedad de Beneficencia, var en välgörenhetsförening i Argentina.
Föreningen grundades av president Bernardino Rivadavia år 1823. Efter Argentinas självständighet från Spanien överlät regeringen samtliga sociala åtgärder, som tidigare hade sköts av katolska kyrkan, på föreningens ansvar. Med regeringens stöd skötte föreningen Argentinas sociala politik i över ett halvt sekel. Föreningen sköttes av kvinnliga medlemmar av överklassen, som genom sitt medlemskap i denna statliga organisation betraktades som politiker. Deras arbete fokuserade särskilt på kvinnor och barn, som flickskolor, sjukhus och barnhem, och bland dess mest betydelsefulla institutioner fanns Casa de Niños Expósitos, Hospital Rivadavia och Casa de Huérfanas. Föreningen förlorade sin position när den argentinska regeringen gradvis började frånta den ansvaret för sociala institutioner från 1876 och framåt.
Sociedad de Beneficencia upplöstes under Juan Peróns första presidentskap 1947, efter att hans fru Eva Perón inte var inbjuden av beskyddarna. Ordförandena för detta sällskap var traditionellt den Påvliga nuntien till Argentina och Argentinas första dam, men sällskapet vägrade att skicka inbjudan till Evita när hennes man valdes till president. Först insisterade de på att det berodde på att hon var för ung; men det tolkades allmänt som en förolämpning mot den nya första damen. Evita var rasande och rörde sig mot samhället, vilket effektivt satte det till ett slut. Hon skapade sedan Fundación Eva Perón (Eva Peróns Stiftelse) för att ersätta den, som hon drev och som var mycket mer omfattande i omfattning.